# Ukształtowanie powierzchni Hyperiona

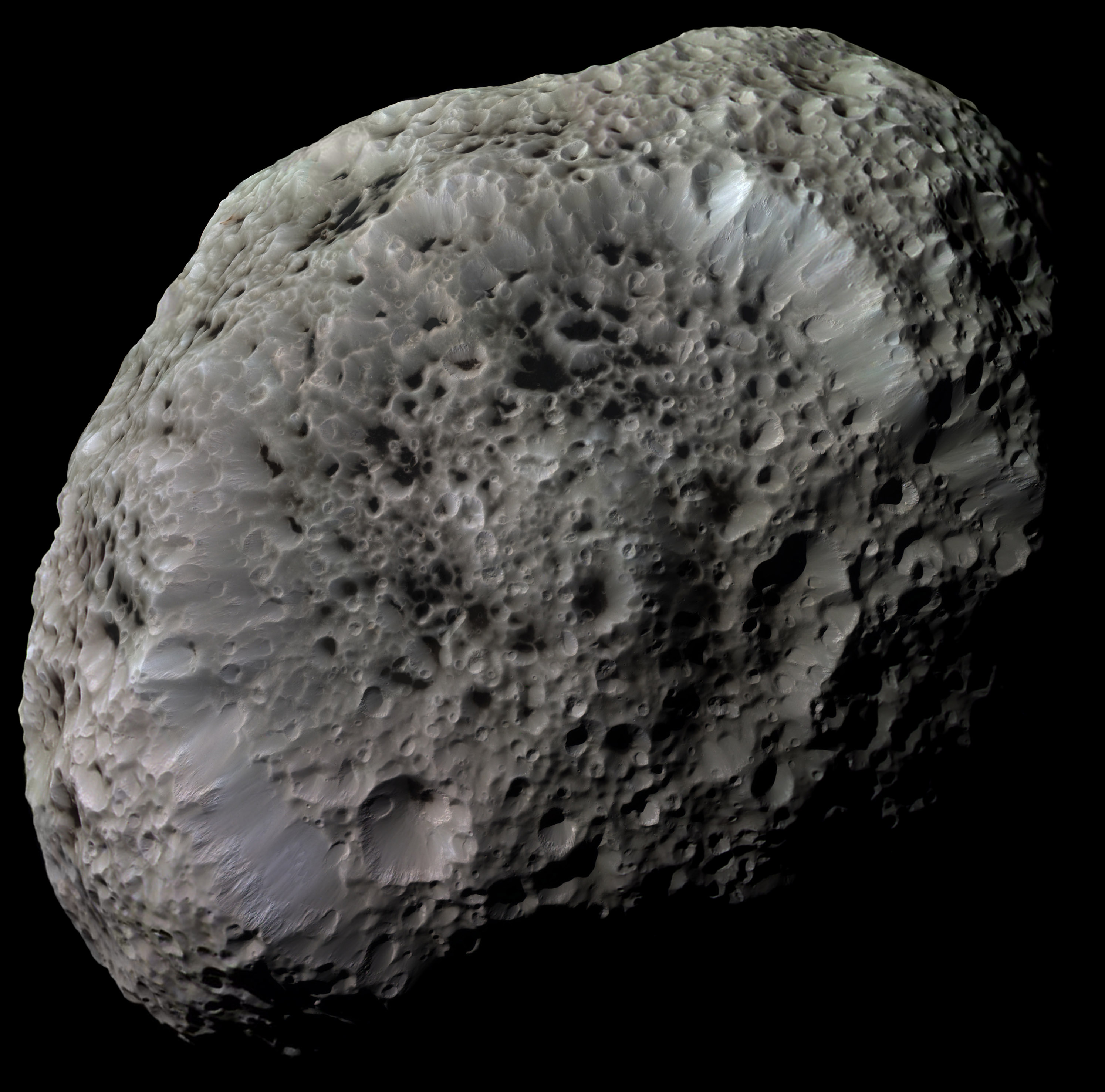
Hyperion – zdjęcie podkreślające szczegóły powierzchni wykonane przez sondę Cassini

Na powierzchni Hyperiona, księżyca Saturna można wyróżnić następujące formacje geologiczne:
- Dorsum, dorsa (łac. grzbiet)
- Kratery

Poniżej znajdują się spisy wymieniające nazwane formy geologiczne, należące do każdej z kategorii.

## Dorsa
| Dorsa               | Koordynaty  | Pochodzenie nazwy                      |
| ------------------- | ----------- | -------------------------------------- |
| Bond-Lassell Dorsum | 48 N; 143 W | Bond oraz Lassell – odkrywcy Hyperiona |

## Kratery
| Krater | Koordynaty  | Pochodzenie nazwy                                                  |
| ------ | ----------- | ------------------------------------------------------------------ |
| Bahloo | 36 N; 196 W | Bahloo – duch Księżyca, twórca dziewczynki (mitologia aborygeńska) |
| Helios | 71 N; 132 W | Helios – bóg Słońca, syn Hyperiona (mitologia grecka)              |
| Jarilo | 61 N; 183 W | Jaryło – słowiański bóg słońca, płodności i miłości                |
| Meri   | 3 N; 171 W  | Meri – boliwijski bohater ludowy oraz bóg Słońca                   |